# Bernhard Wolf (Biophysiker)

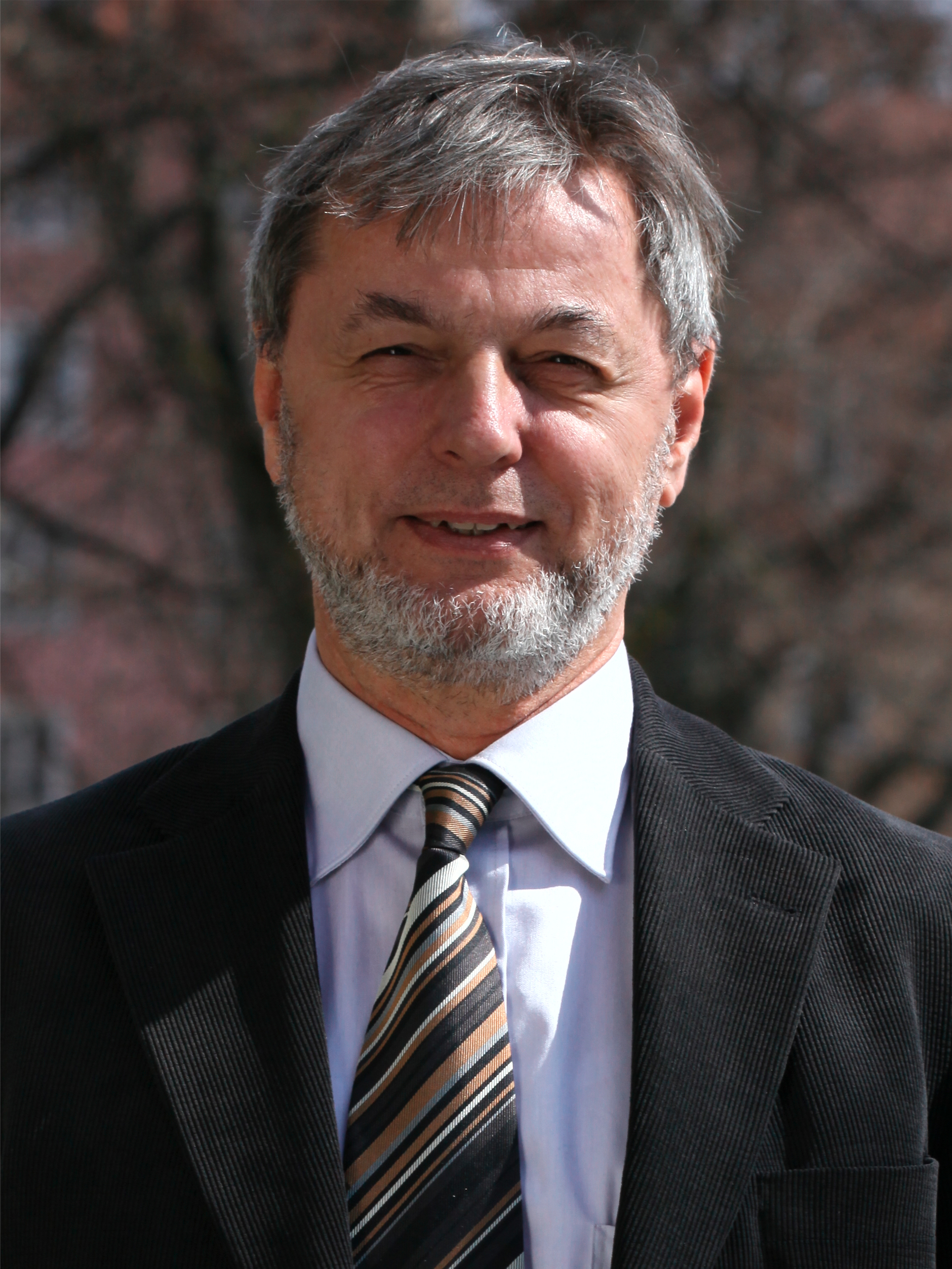
Bernhard Wolf

Bernhard Wolf (* 8. November 1948 in Freiburg im Breisgau) ist ein deutscher Biophysiker sowie Gründer und Leiter des Steinbeis-Transferzentrums Medizinische Elektronik und Lab on Chip-Systeme in München. Der emeritierte Ordinarius des Heinz Nixdorf-Lehrstuhls für Medizinische Elektronik an der Technischen Universität München. Seit 2003 ist er Mitglied im Wissenschaftlichen Beirat des TÜV Süd und seit 2004 der wissenschaftliche Leiter des Arbeitskreises Medizintechnik und Lifesciences Elektronik im VDE Verband der Elektrotechnik Elektronik Informationstechnik e.V., Bayern. Seit 2009 ist Wolf Mitglied der Deutschen Akademie der Technikwissenschaften (Acatech). Seit 2012 ist er Mitglied der International Academy for Medical and Biological Engineering. Bis 2019 war er Mitglied im Hochschulforschungsbeirat der Hochschule für angewandte Wissenschaften München. 

## Werdegang
Bernhard Wolf promovierte an der Albert-Ludwigs-Universität Freiburg bei Professor Sitte. Während seiner 40-jährigen Lehrtätigkeit war Wolf an der Medizinischen Fakultät Heidelberg, am Universitätsinstitut für Immunbiologie der Universität in Freiburg und an der École superieure de Biotechnologie Strasbourg. 1997 erhielt er den Ruf auf den Lehrstuhl für Biophysik an der Universität Rostock und im Jahr 2000 den Ruf auf den Heinz Nixdorf Lehrstuhl für Medizinische Elektronik an der Technischen Universität München. Zudem war er von 2007 bis 2010 Direktor des Zentralinstituts für Medizintechnik der Technischen Universität München. Dort leitete er die Fokussierung auf hybride Neuroelektronische Fragestellungen ein.
Am Universitätsinstitut für Tumorimmunologie und Immunbiologie in Freiburg gehörte neben dem Aufbau einer Arbeitsgruppe im Fachbereich Analytische Elektronenmikroskopie auch die Durchführung verschiedener tumorbiologisch orientierter DFG-Projekte zur Lokalisation von Biomarkern (CEA) zu seinen Aufgaben. In Zusammenarbeit mit der Firma LKB Bromma in Schweden entwickelte er ein neuartiges Tieftemperatur-Kryopräparationssystem für die eisfreie Präparation von Biopsien für die analytische Elektronenmikroskopische Immundiagnostik an Schnellschnitten. 1995 hat er das heutige Steinbeis-Transferzentrum Medizinische Elektronik und Lab on Chip-Systeme in Freiburg gegründet, um Wissenschaftler und Organisationen aus dem akademischen und wirtschaftlichen Umfeld technologisch zu unterstützen. Schwerpunkt des Steinbeis-Transferzentrums ist es, konkrete Projekte in Forschung, Entwicklung, Beratung und Qualifizierung auf dem Gebiet der Medizinelektronik unternehmerisch und praxisnah zur Anwendung zu bringen. Wolf hat 38 Patente angemeldet, und 46 Doktoranden zur Promotion geführt. Außerdem hat er 194 Publikationen in Fachzeitschriften veröffentlicht. Er hat zwei Bücher und mehrere umfangreiche Buchbeiträge geschrieben. Das 1995 im Verlag CRC Press erschienene Buch Structured Biological Modelling ist das Basiswerk für spätere Arbeiten. Das Buch Bioelektronische Diagnose- und Therapiesysteme hoch 3: microelectronic meets medicine ist 2012 im Shaker Verlag erschienen. Zudem hat er nationale als auch internationale Tagungen geleitet.

## Forschungsschwerpunkte
Professor Wolf hatte bis zu 60 wissenschaftliche Mitarbeiter in seinen Arbeitsgruppen. Sein Hauptanliegen ist das von ihm auf Basis umfangreicher systemanalytischer zellbiologischer Grundlagenforschung in Freiburg entwickelte Konzept „microelectronik meets medicine (m3)“. Hiermit verfolgt er das Ziel, Konzepte und physikalische Eigenschaften der Halbleitertechnik in direkte diagnostische und therapeutische medizinische Projekte umzusetzen.
Die Schwerpunkte seiner Forschungsarbeit sind:

### Realisierung biohybrider, mikrosensorgestützter Lab-on-Chip-Systeme für die systemische Wirkstoffsuche
Darunter fallen multiparametrische Mikrosensorsysteme, die das Verhalten lebender Zellen und Gewebe analysieren und überwachen. Das Grundprinzip der mikroelektronischen Sensorchips besteht darin, Zellen und Gewebe auf den Chips in herkömmlichen Technologien zu kultivieren, über ein spezielles Fluidiksystem zu ernähren und dann sowohl einer mikroskopischen als auch einer stoffwechselphysiologischen Beobachtung zu unterziehen. Die dadurch gewonnenen Informationen bilden die Basis für die Entwicklung unterschiedlichster Analysegeräte. Die Zellchip-Systeme eignen sich auch für die Gewässer- und Lebensmittelanalytik.

### Entwicklung intelligenter Implantate
Hier handelt es sich um eine knopfgroße Technologie, die mit einer Mikrobatterie zur Stromversorgung und einer Funkeinheit ausgestattet ist. Um einen Tumor oder Transplantate aktiv überwachen zu können, wird das Implantat in den Körper nahe einem schwer operierbaren Tumor oder einem bereits operierten Tumor eingesetzt. Das Implantat misst mit einem an der Außenseite integrierten Sensor beispielsweise die Sauerstoffsättigung im Gewebe, die Vitalität als auch den unmittelbaren pH-Wert am Gewebe für die Stoffwechselalteration und ggf. -invasion. Dank funktionaler Mikroelektroden lassen sich auch weitere physiologische Parameter bestimmen. Die erfassten Daten sendet die Technologie an einen Empfänger außerhalb des Körpers.

### Telemedizin
Bei dieser Technologie ermöglichen speziell entwickelte festnetz- als auch mobilfunkgestützte Analyse- und Therapieplattformen die Entwicklung personalisierter Therapiestrukturen. Auf diesem Gebiet wurden umfangreiche Systeme entwickelt und zur Marktreife gebracht, wie zum Beispiel das COMES System (Cognitive Medizinische Elektronische Systeme).

## Weitere Funktionen
Bernhard Wolf engagiert sich als Mitglied der Deutschen Gesellschaft für Zellbiologie, bei der EMAS, European Microanalytical Society, im wissenschaftlichen Beirat der „Deutschen Zeitschrift für Onkologie“ und dem „Bund der Freunde der Technischen Universität München“. Von 1998 bis 2000 war er Mitglied des „Innovationskollegs Komplexe und zelluläre Sensorsysteme“ an der Universität Rostock. Zudem war er Mitglied in den dortigen Kompetenzzentren:
- Elektronische, Optoelektronische und Hybride Bauelemente
- Elektronik für die Lebenswissenschaften
- Elektromagnetische Sensoren und Messsysteme
- Neuro-Engineering